# WPBSA Q Tour
Die WPBSA Q Tour ist eine Serie von Snookerturnieren für Amateure, die über eine Saison verteilt gespielt werden. Die besten Spieler der Gesamtwertung qualifizieren sich für die Profitour der World Professional Billiards & Snooker Association (WPBSA). Die Serie begann 1997/98 unter dem Namen UK Tour mit fünf Turnieren und wurde danach mit vier Turnieren bis 2005 fortgeführt. 2018 gab es eine Neuauflage mit 10 Turnieren als Challenge Tour bzw. ab 2021 als Q Tour.

## Geschichte und Bedeutung

### Die Idee hinter der UK Tour
Nachdem die Snooker Tour 1991 zu einer offenen Tour geworden war, d. h. keine sportlichen Voraussetzungen für die Teilnahme zur Qualifikation an den wichtigen Turnieren geknüpft waren, kam es mit der Zeit zu einer großen Teilnehmerzahl von mehreren hundert Spielern, die einen zu großen organisatorischen Aufwand bedeutete. Aus diesem Grund entschied man sich dafür, 1997 eine zweigliedrige Tour einzuführen. 96 Spieler qualifizierten sich für die Snooker Main Tour, die weiterhin alle großen Profiturniere umfasste. Für die übrigen Spieler gab es die UK Tour mit 5 Turnieren an verschiedenen Spielorten in England. Die Idee war, dass sich die besten Spieler der UK-Tour-Wertung für die folgende Main-Tour-Saison qualifizieren konnten. Dabei zählten nicht nur die Ergebnisse der UK-Tour-Turniere, auch das Abschneiden der teilnehmenden Spieler bei der Weltmeisterschaft, die als einziges großes Profiturnier weiterhin für alle Spieler offen blieb, ging im jeweiligen Jahr mit in die Gesamtwertung ein.
Bereits 1994/95 hatte man mit der WPBSA Minor Tour eine Art Vorläufer der UK Tour ausprobiert. Die sechs Events der WPBSA Minor Tour waren aber vielmehr dazu gedacht, den Spielern außerhalb der Weltspitze Spielmöglichkeiten zu geben.

### Entwicklung 1997 bis 2005
Ende der 1990er gab es aber immer wieder Änderungen in der Zusammensetzung der Main Tour und den Qualifikationskriterien, so dass sich auch die zweite Tour immer wieder änderte:
- 2000 wurde die UK Tour umbenannt in Challenge Tour
- In den ersten beiden Jahren konnten auch vom Abstieg bedrohte Main-Tour-Profis an den Turnieren teilnehmen, um sich für die nächste Saison doppelt abzusichern. Ab 1999 waren die Touren vollständig getrennt.
- Ab dem zweiten Jahr gab es nur noch vier Turniere. Waren am Anfang noch fünf verschiedene Clubs Austragungsort, so reduzierte sich die Zahl immer weiter. Schon ab dem zweiten Jahr fanden jeweils zwei Turniere im Jesters Snooker Club in Swindon statt, ab 2000 im Wechsel mit dem Manhattan SC in Harrogate. 2002/03 fand das abschließende Turnier in Prestatyn in Wales statt, womit erstmals ein nichtenglischer Austragungsort gewählt wurde. Der dortige Holiday Park des Sponsors Pontin’s war danach von 2003 bis 2005 alleiniger Spielort der Challenge-Tour-Turniere und auch der Qualifikationsrunden vieler Main-Tour-Turniere.
- Abgesehen von den Events der eigentlichen UK Tour / Challenge durften die Teilnehmer der jeweiligen Spielzeit auch an der Qualifikation für die Snookerweltmeisterschaft teilnehmen, dem wichtigsten Turnier der Main Tour. Zusätzlich wurden üblicherweise einige führende Spieler der jeweiligen UK-Tour- oder Challenge-Tour-Saison zur Benson and Hedges Championship eingeladen, dem Qualifikationsturnier fürs Masters.[3]
- Beim ersten Turnier spielten noch über 400 Spieler, die es nicht in die Main Tour geschafft hatten, das gesamte Turnier. Dann wurde auch hier eine Qualifikation eingeführt und 128 spielten die Hauptrunde. Dann wurde die Qualifikation zweigeteilt, eine wurde im Norden, eine im Süden Englands ausgetragen. Jeweils 16 Spieler spielten dann das Hauptturnier der Letzten 32. 2001 endete schließlich die Zeit der offenen Profiturniere und auch die Teilnehmerzahl an der Challenge Tour wurde auf 128 Spieler insgesamt begrenzt.[4]
- Die Zahl der Spieler, die sich am Ende für die Main Tour qualifizierten, änderte sich von Jahr zu Jahr. 1998 und 2000 wurde die Main Tour auf erheblich über 128 Spieler aufgestockt und im Jahr darauf jeweils wieder reduziert, ab 2004 gab es nur noch 96 Main-Tour-Profis. In diesem Jahr wurden die besten 16 Spieler übernommen,[5] im Jahr 2005 nur noch 6.

In den 2000ern verlor der Snookersport durch das Werbeverbot für Tabakprodukte in Großbritannien große Sponsoren. Deshalb sank das Preisgeld von der ersten UK Tour von fast 40.000 £ am Ende auf unter 20.000 £. Die Zahl der Turniere der Main Tour sank und auch dort gab es weniger zu verdienen. Dadurch gab es auch immer weniger Spieler, die noch von dem Sport leben konnten. 2005 wurde deshalb die Challenge Tour als zweite Profitour abgeschafft. Nur die 96 Main-Tour-Spieler behielten den Profistatus und für die Amateure gab es ab 2005 eine neu gestaltete Turnierserie, die Pontin’s International Open Series (PIOS), mit 8 Saisonturnieren als Qualifikationsmöglichkeit.

### Neuauflage 2018
2010 ersetzte die Q School die PIOS-Turniere. Einmal im Jahr wurden dort zwei bzw. drei aufeinander folgende Qualifikationsturniere ausgetragen. Zusätzlich wurde die Players Tour Championship (PTC) eingeführt, an der auch Amateure teilnehmen konnten. Nachdem sich diese Pro-Am-Turniere bis auf zwei nicht dauerhaft etablieren konnten, gingen den Amateurspielern Möglichkeiten verloren, sich international zu messen und zu verbessern. Deshalb kehrte man 2018 wieder zur Idee der Challenge Tour als eine Art „2. Liga“ zurück. Man nahm die Q School 2018 zuzüglich einiger Ergänzungsspieler als Grundlage, um ein Teilnehmerfeld von 64 Spielern zu bestimmen. Dann wurden über die Saison 2018/19 verteilt 10 Turniere in englischen Snookerclubs angesetzt und Preisgelder ausgelobt. Nach dem Vorbild der Weltrangliste wurde am Saisonende eine Prämienrangliste erstellt und die beiden Führenden der Wertung bekamen die Startberechtigung für die nächsten beiden Spielzeiten der Snooker Main Tour. Im nächsten Jahr gab es eine Neuauflage, 2020/21 wurde aber der gesamte Amateurspielbetrieb und damit auch die Challenge Tour wegen der COVID-19-Pandemie eingestellt.
Mit weiter Pandemie-bedingten Einschränkungen kehrte die Tour unter dem Namen WPBSA Q Tour in der Folgesaison zurück. Geplant wurden nur 4 Turniere, alle in England. 48 Teilnehmer werden über die Q School Order of Merit bestimmt, weitere Amateure können vorab in einem Qualifikationsturnier um die übrigen 16 Plätze spielen. Wie zuvor im zweiten Jahr der Challenge Tour erhält der Erste der Q-Tour-Wertung einen Startplatz in der Profitour, die dahinter platzieren Spieler tragen ein Play-off-Turnier um einen zweiten Startplatz aus.

## Ergebnisse

### WPBSA Minor Tour 1994/95
Insgesamt fanden sechs Events im Rahmen der WPBSA Minor Tour 1994/95 statt.

### UK Tour / Challenge Tour / Q Tour
Angegeben sind jeweils nur die ersten beiden Plätze in der Saisongesamtwertung. Die Zahl der Spieler, die sich für die Main Tour qualifizierten, änderte sich bis 2005 von Jahr zu Jahr. Ab 2018 wurde um 2 Profilizenzen gespielt.
| Saison                        | Name           | Platz 1           | Platz 2          |
| ----------------------------- | -------------- | ----------------- | ---------------- |
| UK Tour (Profiserie)          |                |                   |                  |
| 1997/98                       | UK Tour        | Paul McPhillips   | Mark Fenton      |
| 1998/99                       | UK Tour        | Alfred Burden     | Joe Swail        |
| 1999/00                       | UK Tour        | Barry Hawkins     | Simon Bedford    |
| Challenge Tour (Profiserie)   |                |                   |                  |
| 2000/01                       | Challenge Tour | Shaun Murphy      | Andrew Norman    |
| 2001/02                       | Challenge Tour | Ryan Day          | Lee Spick        |
| 2002/03                       | Challenge Tour | Martin Gould      | Tom Ford         |
| 2003/04                       | Challenge Tour | Brian Salmon      | Steve James      |
| 2004/05                       | Challenge Tour | Jamie Cope        | Lee Spick        |
| Challenge Tour (Amateurserie) |                |                   |                  |
| 2018/19                       | Challenge Tour | Brandon Sargeant  | David Grace      |
| 2019/20                       | Challenge Tour | Lukas Kleckers 1  | Allan Taylor     |
| WPBSA Q Tour (Amateurserie)   |                |                   |                  |
| 2021/22                       | Q Tour         | Sean O’Sullivan 2 | Julien Leclercq  |
| 2022/23                       | Q Tour         | Martin O’Donnell  | Ashley Carty     |
| 2023/24                       | Q Tour Global  | Michael Holt 3    | Duane Jones      |
| 2023/24                       | Q Tour Global  | Amir Sarkhosh     | Mohamed Shehab   |
| 2024/25                       | Q Tour Global  | Dylan Emery 4     | Steven Hallworth |
| 2024/25                       | Q Tour Global  | Liam Highfield    | Florian Nüßle    |

### Maximum Breaks
Im Laufe der ersten acht Saisons gab es zwei Maximum Breaks auf der Tour, beide in der Saison 1998/1999. Stuart Bingham schaffte eines gegen Barry Hawkins und Nick Dyson eines gegen Adrian Gunnell.